# Uimitoarea lume a lui Gumball
Uimitoarea lume a lui Gumball (în engleză The Amazing World of Gumball, de asemenea cunoscut simplu ca Gumball) este un sitcom animat creat de Ben Bocquelet pentru Cartoon Network. Serialul se concentreză pe viețile lui Gumball Watterson, un pisoi albastru de 12 ani, și fratele său adoptiv Darwin Watterson, un pește auriu, care frecventează școala gimnazială din orașul fictiv Elmore. Ei dau mereu în o mulțime de prostii în jurul orașului, în timp ce interacționează cu familia lor – sora lor mai mică Anais, mama lor Nicole și tatăl lor Richard – și o distribuție extinsă de personaje. Premiera în România a avut loc pe 8 noiembrie 2011 pe canalul Cartoon Network. Datorită unor probleme, primul episod difuzat în România a fost al treilea, urmând ca primul episod propriu-zis să își aibă premiera pe 20 martie 2012.
Bocquelet a bazat mai multe dintre personajele serialului pe caractere respinse din reclamele sale anterioare, făcând în același timp premisa un amestec de „seriale de familie și seriale despre școală”, de care Cartoon Network era foarte interesat la acea vreme. După ce Bocquelet a prezentat Uimitoarea lume a lui Gumball canalului, directorul executiv al Turner Broadcasting, Daniel Lennard, a dat undă verde pentru producția acestuia. Serialul a fost produs de Cartoon Network Development Studio Europe, în asociere cu Boulder Media Limited (Irlanda; sezonul 1) și Studio Soi (Germania; sezoanele 2–6).
Gumball este remarcat pentru dezbinarea sa stilistică intenționată, cu personaje proiectate, filmate și animate folosind diferite stiluri și tehnici, adesea în cadrul aceleiași scene (animație tradițională stilizată, marionete, CGI, stop motion, animație în Flash, live action etc.). Serialul a fost lăudat de critici și a dezvoltat o urmărire cultă, cu laude particulare la aluziile sale extensive la cultura populară și de pe Internet, sarcasm, innuendo-uri subtile și umor negru. Deși este un serial pentru copii, Gumball comentează subiecte care sunt adesea considerate serioase sau mature, inclusiv filozofia, căsătoria, hărțuirea cibernetică, intoleranța politică, bolile mintale și condiția umană.
Serialul a durat șase sezoane și 240 de episoade și a fost difuzat între 3 mai 2011 și 27 septembrie 2019. Mai târziu, au urmat două miniseriale: Albumul școlar al lui Darwin în noiembrie 2019 și Cronicile Gumball în octombrie 2020. Pe 15 iunie 2023, la Festivalul Internațional de Film de Animație de la Annecy a fost confirmat că cel de-al șaptelea sezon al serialului era în lucru, și este programat pentru lansare cândva în 2025–2026.
Pe 17 februarie 2021, un film bazat pe serial a fost anunțat, iar pe 21 septembrie 2021 s-a dezvăluit că filmul va fi urmat de un serial spin-off. Atât filmul, cât și serialul spin-off vor fi realizate pentru Cartoon Network și HBO Max. Însă, pe 22 august 2022, s-a anunțat că filmul nu va mai fi pe HBO Max și va fi oferit spre difuzare altor servicii de streaming. La Internațional de Filme de Animație Annecy din 2024, s-a anunțat că filmul încă este în lucru, cu povestea și scenariul fiind în prezent revizuite. Pe 15 iunie 2023, s-a confirmat la Festivalul Internațional de Filme de Animație Annecy că serialul spin-off va servi în schimb drept al șaptelea sezon al serialului. Este programat pentru lansare pe 28 iulie 2025 în Statele Unite, pe platforma Hulu, sub noua denumire Năstrușnica lume a lui Gumball (engleză The Wonderfully Weird World of Gumball). În România, precum și în tot restul lumii, noul sezon va începe pe 6 octombrie 2025 pe Cartoon Network și HBO Max.

## Descrierea
Personajul principal, Gumball, este un băiat de 12 ani, care, alături de familia sa neobișnuită, are parte de nenumărate peripeții în orașul Elmore. Printre prietenii lui Gumball se numără un peștișor auriu, Darwin, care este și fratele lui adoptiv, Penny, prietena lui Gumball și elevii de la Liceul Elmore.

## Personaje

### Personaje principale
- Gumball Watterson - Gumball este o pisică albastră. Acesta are 12 ani, și are o imaginație mare și este optimist, deși planurile lui, deseori, eșuează

- Darwin Watterson - Darwin este un pește portocaliu cu picioare. Acesta are 10 ani. El este fratele adoptiv și cel mai bun prieten al lui Gumball.
- Anais Watterson - Anais este sora mai mică a lui Gumball.Aceasta are 4 ani. Este un iepure roz. Aceasta are 4 ani și este cea mai inteligentă fetiță din orașul Elmore.
- Nicole D. Watterson - Nicole este mama copiilor. Ea este capul familiei, lucrând, și având grijă de copii.
- Richard Watterson - Richard este tatăl copiilor și soțul lui Nicole. Este cel mai leneș om din orașul Elmore. Îi place să se uite la televizor. Acesta nu lucrează, din cauza lenei lui.

### Profesori la Liceul Elmore Junior
- Domnișoara Simian - Dra. Simian este o maimuță care este veriga lipsă.... O domnișoară învățătoare acră și înțepată, care predă copiilor de clasa a doua de vreo 300.000 de ani încoace. Este egoistă, nedreaptă, și plină de păr. Nu-i place de Gumball și face tot ce poate ca să-i strice planurile, să-l umilească în fața clasei și, în general, să-i facă viața grea. În mod inexplicabil, Directorul Brown este îndrăgostit de ea, iar flirturile lor sunt pe cât de frecvente, pe atât de deranjante.
- Directorul Brown (în sezoanele 4-5 numit Drt. Maro) - Directorul Brown este un melc uriaș cu multă blană. Ca profesor este complet inutil, iar în viața de zi cu zi stă îndrăgostit iremediabil de dra. Simian. Din momentul în care a întâlnit-o, unica lui preocupare a fost să-i îndeplinească orice dorință. Astfel că a conduce școala a picat vertiginos pe ultimul loc al listei lui de priorități.
- Rocky Robinson - Rocky este omul bun la toate în școală. Este bucătar, conduce autobuzul, este îngrijitor. Nu-l deranjează nimic din ce are de făcut, cu condiția să nu se suprapună cu antrenamentul la bowling. Este bun prieten cu copiii, și-i place să se prostească cu ei. Nu se prea înțelege bine cu părinții lui (dl. și dna. Robinson) sau cu figurile de autoritate, în general. Iar asta pentru că e un tip cinstit.
- Steve Small (în sezoanele 4-5 numit Dl. Mic) - Dl. Small este consilierul new-age și complet ineficient al școlii. Deși ar trebui să rezolve problemele celorlalți, e clar că el are cele mai multe. Cu ierburile lui magice, bețișoarele parfumate, și cristalele cu puteri miraculoase, e absolut convins că-i ajută pe copii. Dar în realitate, aceștia pleacă amețiți din biroul lui, ținând în mână, ba un CD cu cântecele balenelor, ba o amuletă, sau orice altceva i s-a părut lui interesant în săptămâna respectivă.
- Antrenorul - Antrenorul este profesorul de sport al lui Gumball și Darwin și mama lui Jamie. O fi arătând ca un bărbat, dar este o femeie cu voce masculină.
- Bibliotecara - Este bibliotecara școlii.
- Moonchild Corneille - Domnul Corneille este o broască care predă la clasa lui Anais.
- Joan Markham - Doamna Markham este doctorul de la cabinetul medical al școlii din Elmore. Ea nu se descurcă prea bine la munca sa și mereu încearca să inventeze o scuză ca să nu mai muncească, deobicei pe ultima suta de metri. Este îndrăgostită de Domnul Corneille.

### Elevi la Liceul Elmore Junior
- Penny Fitzgerald - Penny este o alună grozavă, cu pompoane. E și majoretă și lumina ochilor lui Gumball. Este una dintre puținele personaje care îl înțeleg pe Gumball. Amândoi sunt definitiv îndrăgostiți unul de celălalt, dar niciunul nu știe cum să-și exprime sentimentele. În ultimele episoade s-a descoperit ca Penny este de fapt un fel de duh ascuns sub coajă de alună.
- Tina Rex - Tina Rex este bătăușa școlii. Este agresivă, toată lumea se teme de ea, și face viața colegilor insuportabilă - mai ales viața lui Gumball. Poate că, undeva adânc, e doar supărată că cei din jur nu-i observă feminitatea.
- Alan Keane - Alan este un balon pur și simplu perfect. E perfect și atât de drăguț încât e de-a dreptul insuportabil. Gumball nu-l suporta fiindcă nu pot face același activități din cauza faptului ca Alan n-are mâini, dar ocazional Gumball îl ajuta cu unele probleme ale sale, dând ca exemplu episodul "Furtuna". Toate fetele din școală îl plac, dar el n-are ochi decât pentru cactusul Carmen, o relație care n-are nicio șansă - din motive evidente.
- Anton - Anton este o felie de pâine prăjită. A fost cooptat în gașca Tinei fără să vrea. Este obligat să le asculte ordinele, ca să nu-i înfurie. Anton este mereu stresat de această situație.
- Tobias Wilson - Multicolorul Tobias crede despre el însuși că e foarte bine făcut, dar în realitate e destul de firav. E obsedat de sport și găsește mereu metode să-și umfle mușchii, chiar dacă asta nu-i folosește la nimic. Ca și Gumball, are o slăbiciune pentru Penny, iar de-aici apar uneori tensiuni.
- Jamie Russo - Jamie este o persoană puternică, e prietena Tinei și îi place să se ia de oameni. De când dra. Simian a pus-o să repete un an, Jamie nu suportă autoritatea, și nici pe noii săi colegi de clasă.
- Idaho - Idaho este un cartof din-aceia buni, de la sat, un băiat cu idei de modă veche și maniere necizelate. Încearcă mereu să fie cool și să se integreze, dar nu prea reușește.
- Carmen Verde - Cactusul Carmen este cea de care ascultă toate fetele. E serioasă și foarte concentrată asupra studiilor, nu știe să piardă, și vrea mereu să dea mai mult și mai mult. Lui Alan îi place de ea, și ei la fel, dar e conștientă că nu pot fi împreună . . .
- Hector Jötunheim - Hector este un uriaș plin de blană. N-o să-i vedem niciodată fața pentru că înălțimea lui nu poate fi cuprinsă de camera de filmat. E o persoană foarte delicată.
- Masami Yoshida - Norișorul Masami este fiica răsfățată a proprietarului fabricii de curcubee. Obișnuită să i se facă pe plac, dacă nu primește ceea ce vrea, îi amenință pe copii că va aranja să le fie concediați părinții. Dar, undeva foarte adânc, este o persoană foarte singură, căreia îi place mult de Alan.
- Clayton - Clayton este un mincinos patologic care-și poate schimba forma. Născocește despre sine însuși cele mai absurde povești, dar copiii le cred. Tot ce-și dorește este să fie privit ca unul dintre ei, și minte ca să fie acceptat de ceilalți.
- Clare Cooper - Clare este un humanoid gri care și-a facut apariția în episodul "Ceilalți". Clare s-a dovedit a fi pesimistă din cauza problemelor financiare ale familiei sale și refuză ajutorul lui Gumball și Darwin. Nu crede că viața ei va avea un final fericit. Cu toate acestea, este arătată și ea.
- Joseph A. Banana - Banana Joe e măscăriciul clasei. Își petrece cea mai mare parte a timpului, râzând de ceilalți, fără să-și dea seama că gluma e pe seama lui. Dar e un aiurit cât se poate de fericit.
- Ocho Tootmorsel - Ocho este un micuț (dar dur) păianjen în 8 biți. Acesta a fost mai întâi un băiat normal, însă de când a început să se joace jocuri video s-a transormat în păianjenul 8bit, sau cel puțin așa zice domnul Small. Nimeni nu-i înțelege bipăiturile mormăite. E un tip de treabă, cât timp ești de partea lui.
- Bobert 6B - Bobert este un robot tocilar și de departe deșteptul clasei. Dra. Simian îl consideră un fel de animăluț de companie. Din această cauză, copiii nu-l prea suferă, și nu-și dau seama că-i rănesc sentimentele binare.
- Colin și Felix - Colin și Felix sunt doi frați oua tocilari și fani ai filmului "Odiseea stelară: forța recapitulată". Aceștia sunt fondatorii Clubului "respinsilor", care în episodul "Clubul", ironic, vor să-l numească pe Gumball regele respinșilor.
- Carrie Krueger - Carrie e o fantomă mereu tristă, mereu deprimată, fără să aibă vreun motiv serios. Ca majoritatea celor care sunt EMO, ei îi place să fie nefericită. În ultimele episoade s-a descoperit că este îndrăgostită de Darwin.
- Teri - Teri este un ursuleț din hârtie și e ipohondră, astfel că își petrece cea mai mare parte a timpului la cabinetul medical al școlii, iar din cauza asta, este expertă în medicină. Ea stie despre faptul ca doamna Markham nu-i da importanta muncii sale, dar din păcate, nu poate dovedi asta. Chiar dacă este prea preocupată de sine însăși, e totuși o fată de treabă.
- Juke - Juke, radio-casetofonul, este un elev din străinătate. Nimeni nu înțelege o iotă din ce spune, pentru că nu vorbește decât beatbox, și asta pentru că nu poate atinge butonul din spatele său, care i-ar putea permite să vorbească. Are și tot felul de haine ciudate pe care și le-a adus din țara sa natală.
- Leslie - Leslie este un băiețel-floare delicat și blând, care cântă la flaut în orchestra școlii. Dă întotdeauna cele mai bune sfaturi când vine vorba de relații. Poate și pentru că iese mereu cu fetele. Este vărul lui Penny.
- William - William, ochiul zburător și misterios, este iscoada drei. Simian. Își spionează colegii și când vorbește, foarte rar, vorbește doar în urechea drei. Simian.
- Molly Collins - Molly este un sauropod negru, ea este mereu optimistă și fericită dar și plictisitoare, ea a dispărut și după un timp nimeni nu-și mai aduce aminte de ea. Ea a fost transportată într-o dimnensiune "Vidul" considerată că este plictisitoare.
- Billy Parham - Billy este un ou albastru care vede toate prostiile pe care le fac Gumball și Darwin.
- Sarah G. Lato - Sarah este o fată înghețată și o nouă studentă la Elmore Junior High care a venit de la Richwood High. Nimeni din școală nu o cunoaște, cu excepția lui Gumball și Darwin, de care este obsedată.
- Sussie - Sussie este o fată bărbie, ea mănâncă foarte mult și este foarte vorbăreață, Gumball și Darwin se îndepărtează de ea pentru că este foarte enervantă.
- Peter Pepperoni - Peter este cel mai nou elev de la Liceul Elmore Junior, care până atunci a fost educat acasă. Acesta nu se poate înțelege cu nimeni, deoarece limba lui natală e diferită de limba tuturor elevilor. Cireașa de pe tort sunt parinții lui, care vor să elimine legile guvernului american. Și-a făcut apariția în episodul "Întelegerea".
- Rob - Rob este un băiat ciclop albastru, el a fost într-o dimensiune "Vidul" când a ieșit din acea dimensiune el a fost desfigurat și s-a crezut un "Nimeni", dar Gumball și Darwin l-au convins să fie personajul negativ, după un timp voia să se răzbune pe cei doi. În sezonul 4 se numește Doctor Eliminater.
- Zachary T. Watterson - Zach este partea malefica a lui Gumball, diferențele dintre el și Gumball sunt următoarele : Zach e arogant, popular și nesuferit, atât de nesuferit încât partea din fața a gulerului i s-a ridicat in sus, iar Gumball nu e foarte deștept și foarte bleg, sau cel puțin așa spune Zach. Zach e așa de nesuferit, încât i-a spalat creierul lui Gumball, mai pe înțelesul vostru i-a schimbat amintirile lui originale, jenante, dar oarecum amuzante, în niște amintiri în care el era seful și întrecea pe oricine. Acesta și-a făcut apariția și tot odată, dispariția, în episodul "Numele".
- Tipul Hot dog - Tipul Hot dog e un necunoscut de care Gumball nu se poate despărți orice ar face, numele său nu a fost pomenit niciodată. Acesta și-a facut apariția în episodul "Al Treilea".

### Alte personaje
- Laurence Needlemeyer - Larry e mereu pus la mâna unui șef tiranic. O să-l întâlniți ba la magazinul general, ba la magazinul de DVD-uri ... pentru că are nu mai puțin de 37 de slujbe în Elmore. E un tip de treabă, care n-are niciodată timp de odihnă, dar Gumball și Darwin nu-i fac viața ușoară. Odată a fost cel mai leneș om din Elmore, avea și o poreclă, "Larry cel leneș", până în vara lui '83 cand a fost detronat de Richard Watterson, de atunci a fost omul care îl știm cu toții.
- Joanna "Buni Jojo" - Buni Jojo este bunica lui Gumball, Darwin și Anais și, de asemenea, mama lui Richard. Ea este o iepuroaică roz și vorbește într-un accent newyorkez. Când Richard era mic, aceasta a fost foarte protectivă cu el și de aceea el a ajuns în starea în care e acum.
- Gaylord și Margaret Robinson - Gaylord și Margaret Robinson sunt vecinii lui Gumball și părinții lui Rocky. Aceștia urăsc nespus de mult familia Watterson. Gumball și Darwin însă îl plac pe Gaylord Robinson și îl consideră ca fiind idolul lor, iar în unele episoade aceștia nu-l lăsau mai deloc în pace din cauza aceasta, făcându-i tot felul de "pofte".
- Marvin Finklehimer  - Marvin este un umanoid roșu bătrân care locuiește la o casă locală. Într-un episod, Richard i-a dat lui Gumball un ceas și Gumball i l-a dat lui Darwin și Darwin i l-a dat lui Marvin, iar Marvin n-a vrut să le dea ceasul înapoi.
- Șeriful Gogoașă - Șeriful Gogoașă este polițistul din orașul Elmore.
- Dna. Jötunheim - Doamna Jötunheim e vrăjitoarea din orașul Elmore și mama lui Hector.
- Patrick Fitzgerald - Patrick este tatăl lui Penny. Acestuia nu-i place deloc de Gumball.
- Kenneth - Kenneth e un monstru care a prins viață prin microunde, moștenirea lui Gumball și care poate mânca oameni și distruge tot orașul Elmore. În episodul "Microunde", acesta iși face apariția, îi consideră pe Gumball și Darwin parinții lui, mănâncă toată familia Watterson, mai puțin pe Gumball și la final reuseste să-i vomite.
- Hoțul Amprentă - Hoțul Amprentă este hoțul din orașul Elmore.
- Felicity Parham - Felicity este mama lui Billy. Aceasta e foarte protectiva cu el și de aceea a ajuns să arate ca un ou, adica ca si cum ea ar fi closca și Billy ar fi oul.
- Yuki Yoshida - Yuki este mama lui Masami și o bună prietenă de a lui Nicole.
- Frankie Watterson - Frankie este tatăl lui Richard, el este un șobolan gri, se aseamănă cu fiul său Richard. Este un escroc și  figurativ i-a păcălit familia lui Richard oferindu-i posesia casei lor, nu are remușcări pentru fapta sa. Până când își amintește ziua în care a plecat și regretă că și-a rănit familia.
- Louie Watterson - Louie este un șoarece gri bătrân care este noul soț al lui Buni Jojo și noul bunic al lui Gumball.
- Dubița - Dubița misterioasă din Gumball și-a făcut prima dată apariția în sezonul 4 în episodul ,,Originile". Mai are și denumirea de "magazinul Super", deși vinde doar lucruri false, dar mai ieftine decât cele originale. El apare în episoadele care au legătură direct cu Gumball, poate schimba show-ul într-un fel sau altul.
- Pufosul - Pufosul este o jucărie Furby din anii '90 și fostul cel mai bun prieten al lui Gumball, care a apărut în viața sa cu câțiva ani înainte de Darwin. În penultimul episod din serial, Pufosul se întoarce din Minnesota, orașul care a fost până atunci, adică din Minnesota în Elmore, și încearcă să se răzbune pe Darwin din cauza faptului că a crezut că Gumball l-a înlocuit cu Darwin. Așa ca l-a dus pe Gumball în Minnesota adică la el acasă, pentru a continua de unde a rămas, adică de când Gumball a fost bebeluș, dar nu i-a ieșit. (din fericire)

## Vocile originale
- Logan Grove - Gumball (episoadele 1-76 + majoritatea episodului 77)
- Jacob Hopkins - Gumball (episoadele 78-166, 169 + sfârșitul episodului 77, majoritatea episodului 167)
- Nicolas Cantu - Gumball (episoadele 168, 170-240 + sfârșitul episodului 167)
- Kwesi Boakye - Darwin (episoadele 1-76 + majoritatea episodului 77)
- Terrell Ransom, Jr. - Darwin (episoadele 78-166, 169 + sfârșitul episodului 77, majoritatea episodului 167)
- Donielle T. Hansley, Jr. - Darwin (episoadele 168, 170-205 + sfârșitul episodului 167, jumătate din episodul 206)
- Christian J. Simon - Darwin (episoadele 207-240 + jumătate din episodul 206)
- Kyla Rae Kowalewski - Anais
- Teresa Gallagher - Nicole, Penny, Teri, Carmen (sezonul 1), Doamna Robinson, Sarah
- Dan Russell - Richard, Tina Rex (sezonul 1), Antrenor, Marvin, Șeriful Gogoașă (sezonul 2-6), Patrick, Hot Dog (episoadele 69-133)
- Jessica McDonald - Carrie, Masami, Sarah, Molly, Jamie (sezoanele 1-2), Rachel
- Kerry Shale - Larry, Hector, Bobert, Leslie, Alan (sezonul 1), Idaho (sezonul 1), Hoțul Pată, Frank Cap-De-Ou
- Lewis MacLeod - Directorul Brown (sezonul 1), Miss Simian (sezonul 1), Rocky (sezonul 1), Domnul Small (sezonul 1), Șeriful Gogoașă (sezonul 1)
- Rupert Degas - Tobias (sezonul 1), Clayton (sezonul 1), Domnul Robinson (sezonul 1), Bean Cap-De-Ou (sezonul 1)
- Hugo Harrison - Tobias (sezonul 2-6), Alan (sezonul 2-6), Idaho (sezonul 2-6), Juke (vorbind), Rob, Miss Simian (sezonul 2-7), Rocky (sezonul 2), Bean Cap-De-Ou (sezonul 2-6)
- Mic Graves - Banana Joe, William
- Anthony Hull - Anton
- Sandra Dickinson - Buni Jojo, Mama lui Hector, Mama lui Billy
- Shane Rimmer - Louie
- Max Cazier - Clayton (sezonul 2-6), Ocho
- Steve Furst - Directorul Brown (sezonul 2-6)
- Adam Long - Domnul Small (sezonul 2-6)
- Simon Lipkin - Rocky (sezonul 3-6)
- Richard Overall - Billy
- Stefan Ashton Frank - Tina Rex (sezonul 2-6), Domnul Robinson (sezonul 2-6), Gumball (cu voce groasă), Darwin (cu voce groasă)
- Alix Wilton Regan - Carmen (sezonul 2-6)
- Maria Teresa Creasey - Jamie (sezonul 3-6)
- Clive Russell - Domnul Senicourt
- Liza Ross - Doamna Senicourt
- Rich Fulcher - Frankie Watterson
- David Warner - Dr. Eliminater
- Alex Jordan - Hot Dog (episodul 143-240)
- Aurelie Charbonnier - Sussie (față + vorbind în sezoanele 1, 5-6)
- Fergus Craig - Sussie (vorbind în sezoanele 2-4)
- Ben Bocquelet - Sussie (doar țipând, râzând și văitându-se)
- Jack "Beatbox Hobbit" Hobbs - Juke (beatbox)
- Nicky Jones - Gumball (episodul pilot)
- Jack Pratt - Darwin (episodul pilot)

## Dublajul în limba română

### Mediavision (sezoanele 1–3)
| Caracter             | Voce                                                                              |
| -------------------- | --------------------------------------------------------------------------------- |
|                      |                                                                                   |
| Gumball              | Filip Ungureanu (episoadele 1-77)                                                 |
| Gumball              | Tudor Gavrilă (episoadele 77-116)                                                 |
| Gumball              | Oana Avram (țipând și râzând uneori în sezonul 3)                                 |
| Gumball              | Gică Andrușcă (cu voce groasă în sezoanele 1-2)                                   |
| Gumball              | Marius Drăguș (cu voce groasă în sezonul 3)                                       |
|                      |                                                                                   |
| Darwin               | Filip Ungureanu (episoadele 1-77)                                                 |
| Darwin               | Silviu Stănescu (episoadele 77-116)                                               |
| Darwin               | Claudia Susanu (cântând în episodul 48)                                           |
| Darwin               | Neculai Predica (cântând cu voce groasă în episodul 48)                           |
| Darwin               | Oana Avram (țipând și râzând uneori și vorbind gelos cu voce groasă în sezonul 3) |
| Darwin               | Gică Andrușcă (cu voce groasă în sezoanele 1-2)                                   |
| Darwin               | Marius Drăguș (cântând în episodul 77 și cu voce groasă în sezonul 3)             |
|                      |                                                                                   |
| Anais                | Andreea Prossi                                                                    |
|                      |                                                                                   |
| Nicole               | Claudia Susanu                                                                    |
|                      |                                                                                   |
| Richard              | Neculai Predica                                                                   |
| Doctor nebun         | Neculai Predica                                                                   |
|                      |                                                                                   |
| Molly                | Valentina Fătu (sezonul 1)                                                        |
| Molly                | Miruna Roșu (sezonul 3)                                                           |
|                      |                                                                                   |
| Marvin               | George Lungoci (sezonul 1)                                                        |
| Marvin               | Armand Calotă (sezonul 2)                                                         |
| Marvin               | Neculai Predica (sezonul 3)                                                       |
|                      |                                                                                   |
| Hoțul Pată           | Claudiu Istodor (sezonul 1)                                                       |
| Hoțul Pată           | Neculai Predica (sezoanele 2-3)                                                   |
|                      |                                                                                   |
| Miss Simian          | Oana Avram                                                                        |
| Alan                 | Oana Avram                                                                        |
| Anton                | Oana Avram                                                                        |
| Jamie                | Oana Avram                                                                        |
| Carmen               | Oana Avram                                                                        |
| Teri                 | Oana Avram                                                                        |
| Buni Jojo            | Oana Avram                                                                        |
| Doamna Robinson      | Oana Avram                                                                        |
| Bibliotecară         | Oana Avram                                                                        |
| Mama lui Hector      | Oana Avram                                                                        |
| Banana Barbara       | Oana Avram                                                                        |
|                      |                                                                                   |
| Idaho                | Oana Avram (sezonul 1)                                                            |
| Idaho                | Armand Calotă (sezoanele 2-3)                                                     |
|                      |                                                                                   |
| Sarah                | Oana Avram (sezonul 2)                                                            |
| Sarah                | Afrodita Androne (sezonul 3)                                                      |
|                      |                                                                                   |
| Clayton              | Oana Avram (sezonul 1)                                                            |
| Clayton              | Geo Morcov (sezoanele 2-3)                                                        |
|                      |                                                                                   |
| Sussie               | Miruna Roșu                                                                       |
| Sussie               | Oana Avram (episodul 115)                                                         |
|                      |                                                                                   |
| Antrenor             | Oana Avram (sezonul 1)                                                            |
| Antrenor             | George Lungoci (episoadele 79, 82, 83, 98)                                        |
| Antrenor             | Gică Andrușcă (episodul 87)                                                       |
| Antrenor             | Claudiu Istodor (episodul 104)                                                    |
|                      |                                                                                   |
| Penny                | Afrodita Androne                                                                  |
| Carrie               | Afrodita Androne                                                                  |
|                      |                                                                                   |
| Domnul Robinson      | Armand Calotă                                                                     |
| Banana Joe           | Armand Calotă                                                                     |
| Domnul Small         | Armand Calotă                                                                     |
|                      |                                                                                   |
| Rocky                | George Lungoci (sezoanele 1-2 + episoadele 87, 89, 103 din sezonul 3)             |
| Rocky                | Armand Calotă (episoadele 104, 112, 116)                                          |
| Rocky                | Marius Drăguș (episoadele 109, 110)                                               |
|                      |                                                                                   |
| Patrick              | George Lungoci (sezoanele 1-2)                                                    |
| Patrick              | Claudiu Istodor (sezonul 3)                                                       |
|                      |                                                                                   |
| Carlton              | George Lungoci (sezonul 2)                                                        |
| Carlton              | Gică Andrușcă (sezonul 3)                                                         |
|                      |                                                                                   |
| Tobias               | Geo Morcov                                                                        |
| Leslie               | Geo Morcov                                                                        |
| Larry                | Geo Morcov                                                                        |
| Ocho                 | Geo Morcov                                                                        |
| Juke                 | Geo Morcov                                                                        |
| Gelozie              | Geo Morcov                                                                        |
| Cap de ou 1          | Geo Morcov                                                                        |
|                      |                                                                                   |
| Tina Rex             | Gică Andrușcă                                                                     |
| Hector               | Gică Andrușcă                                                                     |
| William              | Gică Andrușcă                                                                     |
| Louie                | Gică Andrușcă                                                                     |
| Creierul lui Gumball | Gică Andrușcă                                                                     |
| Gary                 | Gică Andrușcă                                                                     |
| Billy                | Gică Andrușcă                                                                     |
| Banana Bob           | Gică Andrușcă                                                                     |
| Cap de ou 2          | Gică Andrușcă                                                                     |
|                      |                                                                                   |
| Rob                  | Gică Andrușcă (sezonul 2)                                                         |
| Rob                  | Marius Drăguș (sezonul 3)                                                         |
|                      |                                                                                   |
| Masami               | Miruna Roșu                                                                       |
| Sora lui Tobias      | Miruna Roșu                                                                       |
|                      |                                                                                   |
| Directorul Brown     | Claudiu Istodor                                                                   |
| Bobert               | Claudiu Istodor                                                                   |
| Șeriful Gogoașă      | Claudiu Istodor                                                                   |
| Virus                | Claudiu Istodor                                                                   |
|                      |                                                                                   |
| Troy                 | Marius Drăguș                                                                     |
|                      |                                                                                   |

### Fast Production Film (sezoanele 4–6)
| Caracter         | Voce                                        |
| ---------------- | ------------------------------------------- |
|                  |                                             |
| Gumball          | Radu Chirțan (episoadele 117-196)           |
| Gumball          | Claudiu Tonea (episoadele 197-240)          |
| Gumball          | Ionuț Ionescu (cu voce groasă)              |
| Gumball          | Raul Stănulescu (cântând)                   |
|                  |                                             |
| Darwin           | Edi Mirică (episoadele 117-167, 170)        |
| Darwin           | Radu Moreanu (episoadele 168, 169, 171-240) |
| Darwin           | Ionuț Ionescu (cu voce groasă)              |
| Darwin           | Cătălina Chirțan (cântând)                  |
|                  |                                             |
| Anais            | Virginia Șarga                              |
| Anais            | Cătălina Chirțan (cântând)                  |
|                  |                                             |
| Nicole           | Silvia Gâscă                                |
| Nicole           | Cătălina Chirțan (cântând)                  |
|                  |                                             |
| Richard          | Cătălin Rotaru                              |
|                  |                                             |
| Directorul Brown | Ionuț Grama                                 |
|                  |                                             |
| Penny            | Sînziana Nicola                             |
| Carmen           | Sînziana Nicola                             |
|                  |                                             |
| Billy            | Alexandru Gheorghiu                         |
| Billy            | Cătălin Rotaru (cântând)                    |
|                  |                                             |
| Domnul Robinson  | Ovidiu Mitrică                              |
| Domnul Robinson  | Ionuț Ionescu (episodul 117)                |
| Domnul Robinson  | Cătălin Rotaru (râzând)                     |
|                  |                                             |
| Jamie            | Virginia Șarga                              |
| Jamie            | Olimpia Mălai                               |
|                  |                                             |
| Șeriful Gogoașă  | Alexandru Gheorghiu                         |
| Rocky            | Alexandru Gheorghiu                         |
| Alan             | Alexandru Gheorghiu                         |
| Bobert           | Alexandru Gheorghiu                         |
|                  |                                             |
| Idaho            | Olimpia Mălai                               |
| Idaho            | Ionuț Grama (episodul 168)                  |
|                  |                                             |
| Louie            | Ionuț Ionescu                               |
| Patrick          | Ionuț Ionescu                               |
| Domnul Small     | Ionuț Ionescu                               |
| Frankie          | Ionuț Ionescu                               |
|                  |                                             |
| Glenn            | Carmen Lopăzan                              |
| Banana Barbara   | Carmen Lopăzan                              |
|                  |                                             |
| Dr. Eliminater   | Ionuț Ionescu                               |
| Dr. Eliminater   | Raul Stănulescu (episodul 157)              |
| Dr. Eliminater   | Ovidiu Georgian (cu voce groasă)            |
|                  |                                             |
| Molly            | Carmen Lopăzan                              |
| Molly            | Tamara Roman                                |
|                  |                                             |
| Masami           | Catinca Nistor                              |
|                  |                                             |
| Banana Joe       | Raul Stănulescu                             |
| Rob              | Raul Stănulescu                             |
|                  |                                             |
| Tobias           | Cristian Neacșu                             |
| Băiatul Hot-Dog  | Cristian Neacșu                             |
|                  |                                             |
| Larry            | Raul Stănulescu                             |
| Larry            | Viorel Ionescu (episodul 127)               |
|                  |                                             |
| Miss Simian      | Olimpia Mălai                               |
| Anton            | Olimpia Mălai                               |
| Sarah            | Olimpia Mălai                               |
| Buni Jojo        | Olimpia Mălai                               |
|                  |                                             |
| alte voci        | Elias Ferkin                                |
| alte voci        | Marin Fagu                                  |
|                  |                                             |

## Episoade
| Premiera originală                       | Premiera în România | N/o | Titlu român                | Titlu englez                |  |
| ---------------------------------------- | ------------------- | --- | -------------------------- | --------------------------- |  |
|                                          |                     |     |                            |                             |  |
| EPISODUL PILOT                           |                     |     |                            |                             |  |
|                                          |                     |     |                            |                             |  |
| 08.05.2008                               |                     | 00  |                            | Early Reel                  |  |
|                                          |                     |     |                            |                             |  |
| SEZONUL 1                                |                     |     |                            |                             |  |
|                                          |                     |     |                            |                             |  |
| 03.05.2011                               | 08.11.2011          | 01  | DVD-ul                     | The DVD                     |  |
|                                          |                     |     |                            |                             |  |
| 09.05.2011                               | 08.11.2011          | 02  | Responsabilul              | The Responsible             |  |
|                                          |                     |     |                            |                             |  |
| 16.05.2011                               | 15.11.2011          | 03  | Al treilea                 | The Third                   |  |
|                                          |                     |     |                            |                             |  |
| 16.05.2011                               | 15.11.2011          | 04  | Datoria                    | The Debt                    |  |
|                                          |                     |     |                            |                             |  |
| 23.05.2011                               | 22.11.2011          | 05  | Sfârșitul                  | The End                     |  |
|                                          |                     |     |                            |                             |  |
| 23.05.2011                               | 22.11.2011          | 06  | Rochia                     | The Dress                   |  |
|                                          |                     |     |                            |                             |  |
| 30.05.2011                               | 29.11.2011          | 07  | Aventura                   | The Quest                   |  |
|                                          |                     |     |                            |                             |  |
| 30.05.2011                               | 29.11.2011          | 08  | Lingura                    | The Spoon                   |  |
|                                          |                     |     |                            |                             |  |
| 06.06.2011                               | 06.12.2011          | 09  | Presiunea                  | The Pressure                |  |
|                                          |                     |     |                            |                             |  |
| 13.06.2011                               | 06.12.2011          | 10  | Desenul                    | The Painting                |  |
|                                          |                     |     |                            |                             |  |
| 20.06.2011                               | 13.12.2011          | 11  | Cel mai leneș              | The Laziest                 |  |
|                                          |                     |     |                            |                             |  |
| 27.06.2011                               | 13.12.2011          | 12  | Fantoma                    | The Ghost                   |  |
|                                          |                     |     |                            |                             |  |
| 11.07.2011                               | 20.12.2011          | 13  | Misterul                   | The Mystery                 |  |
|                                          |                     |     |                            |                             |  |
| 18.07.2011                               | 20.12.2011          | 14  | Farsa                      | The Prank                   |  |
|                                          |                     |     |                            |                             |  |
| 25.07.2011                               | 27.12.2011          | 15  | Soldatul                   | The Gi                      |  |
|                                          |                     |     |                            |                             |  |
| 01.08.2011                               | 27.12.2011          | 16  | Sărutul                    | The Kiss                    |  |
|                                          |                     |     |                            |                             |  |
| 08.08.2011                               | 03.01.2012          | 17  | Petrecerea                 | The Party                   |  |
|                                          |                     |     |                            |                             |  |
| 15.08.2011                               | 03.01.2012          | 18  | Rambursarea                | The Refund                  |  |
|                                          |                     |     |                            |                             |  |
| 22.08.2011                               | 10.01.2012          | 19  | Robotul                    | The Robot                   |  |
|                                          |                     |     |                            |                             |  |
| 29.08.2011                               | 10.01.2012          | 20  | Picnicul                   | The Picnic                  |  |
|                                          |                     |     |                            |                             |  |
| 05.09.2011                               | 17.01.2012          | 21  | Găgăuță                    | The Goons                   |  |
|                                          |                     |     |                            |                             |  |
| 12.09.2011                               | 17.01.2012          | 22  | Secretul                   | The Secret                  |  |
|                                          |                     |     |                            |                             |  |
| 19.09.2011                               | 24.01.2012          | 23  | Șoseta                     | The Sock                    |  |
|                                          |                     |     |                            |                             |  |
| 26.09.2011                               | 24.01.2012          | 24  | Geniul                     | The Genius                  |  |
|                                          |                     |     |                            |                             |  |
| 03.10.2011                               | 31.01.2012          | 25  | Întâlnirea                 | The Date                    |  |
|                                          |                     |     |                            |                             |  |
| 10.10.2011                               | 31.01.2012          | 26  | Clubul                     | The Club                    |  |
|                                          |                     |     |                            |                             |  |
| 17.10.2011                               | 07.02.2012          | 27  | Bagheta                    | The Wand                    |  |
|                                          |                     |     |                            |                             |  |
| 24.10.2011                               | 07.02.2012          | 28  | Maimuța                    | The Ape                     |  |
|                                          |                     |     |                            |                             |  |
| 31.10.2011                               | 14.02.2012          | 29  | Poltergeist                | The Poltergeist             |  |
|                                          |                     |     |                            |                             |  |
| 21.11.2011                               | 14.02.2012          | 30  | Mustața                    | The Mustache                |  |
|                                          |                     |     |                            |                             |  |
| 28.11.2011                               | 21.02.2012          | 31  | Mașina                     | The Car                     |  |
|                                          |                     |     |                            |                             |  |
| 05.12.2011                               | 21.02.2012          | 32  | Blestemul                  | The Curse                   |  |
|                                          |                     |     |                            |                             |  |
| 12.12.2011                               | 25.02.2012          | 33  | Microunde                  | The Microwave               |  |
|                                          |                     |     |                            |                             |  |
| 19.12.2011                               | 25.02.2012          | 34  | Încurcă lume               | The Meddler                 |  |
|                                          |                     |     |                            |                             |  |
| 26.12.2011                               | 28.02.2012          | 35  | Coiful                     | The Helmet                  |  |
|                                          |                     |     |                            |                             |  |
| 03.01.2012                               | 28.02.2012          | 36  | Lupta                      | The Fight                   |  |
|                                          |                     |     |                            |                             |  |
| SEZONUL 2                                |                     |     |                            |                             |  |
|                                          |                     |     |                            |                             |  |
| 07.08.2012                               | 18.12.2012          | 37  | Telecomanda                | The Remote                  |  |
|                                          |                     |     |                            |                             |  |
| 14.08.2012                               | 25.12.2012          | 38  | Cavalerii                  | The Knights                 |  |
|                                          |                     |     |                            |                             |  |
| 21.08.2012                               | 01.01.2013          | 39  | Colosul                    | The Colossus                |  |
|                                          |                     |     |                            |                             |  |
| 04.09.2012                               | 08.01.2013          | 40  | Frigiderul                 | The Fridge                  |  |
|                                          |                     |     |                            |                             |  |
| 11.09.2012                               | 15.01.2013          | 41  | Floarea                    | The Flower                  |  |
|                                          |                     |     |                            |                             |  |
| 11.09.2012                               | 22.01.2013          | 42  | Banana                     | The Banana                  |  |
|                                          |                     |     |                            |                             |  |
| 18.09.2012                               | 29.01.2013          | 43  | Telefonul                  | The Phone                   |  |
|                                          |                     |     |                            |                             |  |
| 18.09.2012                               | 05.02.2013          | 44  | Serviciul                  | The Job                     |  |
|                                          |                     |     |                            |                             |  |
| 23.10.2012                               | 31.10.2012          | 45  | Halloween                  | Halloween                   |  |
|                                          |                     |     |                            |                             |  |
| 25.10.2012                               | 12.02.2013          | 46  | Comoara                    | The Treasure                |  |
|                                          |                     |     |                            |                             |  |
| 06.11.2012                               | 19.02.2013          | 47  | Scuzele                    | The Apology                 |  |
|                                          |                     |     |                            |                             |  |
| 13.11.2012                               | 26.02.2013          | 48  | Cuvintele                  | The Words                   |  |
|                                          |                     |     |                            |                             |  |
| 20.11.2012                               | 05.03.2013          | 49  | Craniul                    | The Skull                   |  |
|                                          |                     |     |                            |                             |  |
| 27.11.2012                               | 12.03.2013          | 50  | Pariul                     | The Bet                     |  |
|                                          |                     |     |                            |                             |  |
| 04.12.2012                               | 24.12.2012          | 51  | Crăciunul                  | Christmas                   |  |
|                                          |                     |     |                            |                             |  |
| 22.01.2013                               | 19.03.2013          | 52  | Ceasul                     | The Watch                   |  |
|                                          |                     |     |                            |                             |  |
| 29.01.2013                               | 26.03.2013          | 53  | Țopârlanul                 | The Bumpkin                 |  |
|                                          |                     |     |                            |                             |  |
| 05.02.2013                               | 02.04.2013          | 54  | Șarlatanii                 | The Flakers                 |  |
|                                          |                     |     |                            |                             |  |
| 12.02.2013                               | 09.04.2013          | 55  | Autoritatea                | The Authority               |  |
|                                          |                     |     |                            |                             |  |
| 05.06.2013                               | 16.04.2013          | 56  | Virusul                    | The Virus                   |  |
|                                          |                     |     |                            |                             |  |
| 12.06.2013                               | 23.04.2013          | 57  | Poneiul                    | The Pony                    |  |
|                                          |                     |     |                            |                             |  |
| 19.06.2013                               | 30.04.2013          | 58  | Eroul                      | The Hero                    |  |
|                                          |                     |     |                            |                             |  |
| 26.06.2013                               | 07.05.2013          | 59  | Visul                      | The Dream                   |  |
|                                          |                     |     |                            |                             |  |
| 03.07.2013                               | 14.05.2013          | 60  | Umbra                      | The Sidekick                |  |
|                                          |                     |     |                            |                             |  |
| 17.07.2013                               | 21.05.2013          | 61  | Fotografia                 | The Photo                   |  |
|                                          |                     |     |                            |                             |  |
| 24.07.2013                               | 28.05.2013          | 62  | Brățara                    | The Tag                     |  |
|                                          |                     |     |                            |                             |  |
| 31.07.2013                               | 04.06.2013          | 63  | Furtuna                    | The Storm                   |  |
|                                          |                     |     |                            |                             |  |
| 07.08.2013                               | 10.09.2013          | 64  | Lecția                     | The Lesson                  |  |
|                                          |                     |     |                            |                             |  |
| 21.08.2013                               | 17.09.2013          | 65  | Jocul                      | The Game                    |  |
|                                          |                     |     |                            |                             |  |
| 28.08.2013                               | 24.09.2013          | 66  | Limita                     | The Limit                   |  |
|                                          |                     |     |                            |                             |  |
| 10.09.2013                               | 01.10.2013          | 67  | Vocea                      | The Voice                   |  |
|                                          |                     |     |                            |                             |  |
| 17.09.2013                               | 08.10.2013          | 68  | Promisiunea                | The Promise                 |  |
|                                          |                     |     |                            |                             |  |
| 01.10.2013                               | 15.10.2013          | 69  | Castelul                   | The Castle                  |  |
|                                          |                     |     |                            |                             |  |
| 08.10.2013                               | 22.10.2013          | 70  | Boombox                    | The Boombox                 |  |
|                                          |                     |     |                            |                             |  |
| 15.10.2013                               | 29.10.2013          | 71  | Caseta                     | The Tape                    |  |
|                                          |                     |     |                            |                             |  |
| 05.11.2013                               | 05.11.2013          | 72  | Puloverele                 | The Sweaters                |  |
|                                          |                     |     |                            |                             |  |
| 12.11.2013                               | 12.11.2013          | 73  | Internetul                 | The Internet                |  |
|                                          |                     |     |                            |                             |  |
| 19.11.2013                               | 19.11.2013          | 74  | Planul                     | The Plan                    |  |
|                                          |                     |     |                            |                             |  |
| 26.11.2013                               | 26.11.2013          | 75  | Lumea                      | The World                   |  |
|                                          |                     |     |                            |                             |  |
| 03.12.2013                               | 03.12.2013          | 76  | Finalul                    | The Finale                  |  |
|                                          |                     |     |                            |                             |  |
| SEZONUL 3                                |                     |     |                            |                             |  |
|                                          |                     |     |                            |                             |  |
| 05.06.2014                               | 08.09.2014          | 77  | Copiii                     | The Kids                    |  |
|                                          |                     |     |                            |                             |  |
| 05.06.2014                               | 09.09.2014          | 78  | Fanul                      | The Fan                     |  |
|                                          |                     |     |                            |                             |  |
| 12.06.2014                               | 10.09.2014          | 79  | Antrenorul                 | The Coach                   |  |
|                                          |                     |     |                            |                             |  |
| 19.06.2014                               | 11.09.2014          | 80  | Bucuria                    | The Joy                     |  |
|                                          |                     |     |                            |                             |  |
| 26.06.2014                               | 12.09.2014          | 81  | Cățelul                    | The Puppy                   |  |
|                                          |                     |     |                            |                             |  |
| 03.07.2014                               | 15.09.2014          | 82  | Rețeta                     | The Recipe                  |  |
|                                          |                     |     |                            |                             |  |
| 10.07.2014                               | 16.09.2014          | 83  | Numele                     | The Name                    |  |
|                                          |                     |     |                            |                             |  |
| 17.07.2014                               | 17.09.2014          | 84  | Figuranții                 | The Extras                  |  |
|                                          |                     |     |                            |                             |  |
| 24.07.2014                               | 18.09.2014          | 85  | Văicăreli                  | The Gripes                  |  |
|                                          |                     |     |                            |                             |  |
| 31.07.2014                               | 19.09.2014          | 86  | Vacanța                    | The Vacation                |  |
|                                          |                     |     |                            |                             |  |
| 07.08.2014                               | 22.09.2014          | 87  | Frauda                     | The Fraud                   |  |
|                                          |                     |     |                            |                             |  |
| 14.08.2014                               | 23.09.2014          | 88  | Vidul                      | The Void                    |  |
|                                          |                     |     |                            |                             |  |
| 21.08.2014                               | 24.09.2014          | 89  | Șeful                      | The Boss                    |  |
|                                          |                     |     |                            |                             |  |
| 28.08.2014                               | 25.09.2014          | 90  | Mișcarea                   | The Move                    |  |
|                                          |                     |     |                            |                             |  |
| 04.09.2014                               | 26.09.2014          | 91  | Legea                      | The Law                     |  |
|                                          |                     |     |                            |                             |  |
| 11.09.2014                               | 29.09.2014          | 92  | Alergia                    | The Allergy                 |  |
|                                          |                     |     |                            |                             |  |
| 18.09.2014                               | 20.04.2015          | 93  | Mamele                     | The Mothers                 |  |
|                                          |                     |     |                            |                             |  |
| 25.09.2014                               | 20.04.2015          | 94  | Parola                     | The Password                |  |
|                                          |                     |     |                            |                             |  |
| 02.10.2014                               | 21.04.2015          | 95  | Fără amânare               | The Procrastinators         |  |
|                                          |                     |     |                            |                             |  |
| 09.10.2014                               | 21.04.2015          | 96  | Coaja                      | The Shell                   |  |
|                                          |                     |     |                            |                             |  |
| 16.10.2014                               | 22.04.2015          | 97  | Greutatea                  | The Burden                  |  |
|                                          |                     |     |                            |                             |  |
| 23.10.2014                               | 22.04.2015          | 98  | Frații                     | The Bros                    |  |
|                                          |                     |     |                            |                             |  |
| 30.10.2014                               | 23.04.2015          | 99  | Oglinda                    | The Mirror                  |  |
|                                          |                     |     |                            |                             |  |
| 30.10.2014                               | 23.04.2015          | 100 | Bărbatul                   | The Man                     |  |
|                                          |                     |     |                            |                             |  |
| 13.11.2014                               | 24.04.2015          | 101 | Pizza                      | The Pizza                   |  |
|                                          |                     |     |                            |                             |  |
| 20.11.2014                               | 24.04.2015          | 102 | Minciuna                   | The Lie                     |  |
|                                          |                     |     |                            |                             |  |
| 08.01.2015                               | 27.04.2015          | 103 | Fluturele                  | The Butterfly               |  |
|                                          |                     |     |                            |                             |  |
| 08.01.2015                               | 27.04.2015          | 104 | Întrebarea                 | The Question                |  |
|                                          |                     |     |                            |                             |  |
| 15.01.2015                               | 28.04.2015          | 105 | Sfântul                    | The Saint                   |  |
|                                          |                     |     |                            |                             |  |
| 22.01.2015                               | 28.04.2015          | 106 | Prietenul                  | The Friend                  |  |
|                                          |                     |     |                            |                             |  |
| 29.01.2015                               | 29.04.2015          | 107 | Oracolul                   | The Oracle                  |  |
|                                          |                     |     |                            |                             |  |
| 05.02.2015                               | 29.04.2015          | 108 | Siguranța                  | The Safety                  |  |
|                                          |                     |     |                            |                             |  |
| 12.02.2015                               | 30.04.2015          | 109 | Societatea                 | The Society                 |  |
|                                          |                     |     |                            |                             |  |
| 19.02.2015                               | 30.04.2015          | 110 | Filmul                     | The Spoiler                 |  |
|                                          |                     |     |                            |                             |  |
| 26.02.2015                               | 01.05.2015          | 111 | Numărătoarea inversă       | The Countdown               |  |
|                                          |                     |     |                            |                             |  |
| 05.03.2015                               | 01.05.2015          | 112 | Nimeni                     | The Nobody                  |  |
|                                          |                     |     |                            |                             |  |
| 06.07.2015                               | 04.05.2015          | 113 | Morocănos                  | The Downer                  |  |
|                                          |                     |     |                            |                             |  |
| 06.08.2015                               | 04.05.2015          | 114 | Oul                        | The Egg                     |  |
|                                          |                     |     |                            |                             |  |
| 08.07.2015                               | 05.05.2015          | 115 | Trianglul                  | The Triangle                |  |
|                                          |                     |     |                            |                             |  |
| 09.07.2015                               | 05.05.2015          | 116 | Banii                      | The Money                   |  |
|                                          |                     |     |                            |                             |  |
| SEZONUL 4                                |                     |     |                            |                             |  |
|                                          |                     |     |                            |                             |  |
| 07.07.2015                               | 19.10.2015          | 117 | Întoarcerea                | The Return                  |  |
|                                          |                     |     |                            |                             |  |
| 10.07.2015                               | 20.10.2015          | 118 | Inamicul                   | The Nemesis                 |  |
|                                          |                     |     |                            |                             |  |
| 13.08.2015                               | 21.10.2015          | 119 | Echipa                     | The Crew                    |  |
|                                          |                     |     |                            |                             |  |
| 20.08.2015                               | 22.10.2015          | 120 | Ceilalți                   | The Others                  |  |
|                                          |                     |     |                            |                             |  |
| 27.08.2015                               | 23.10.2015          | 121 | Semnătura                  | The Signature               |  |
|                                          |                     |     |                            |                             |  |
| 31.08.2015                               | 26.10.2015          | 122 | Cecul                      | The Check                   |  |
|                                          |                     |     |                            |                             |  |
| 01.09.2015                               | 27.10.2015          | 123 | Parazitul                  | The Pest                    |  |
|                                          |                     |     |                            |                             |  |
| 01.09.2015                               | 28.10.2015          | 124 | Vânzarea                   | The Sale                    |  |
|                                          |                     |     |                            |                             |  |
| 03.09.2015                               | 29.10.2015          | 125 | Cadoul                     | The Gift                    |  |
|                                          |                     |     |                            |                             |  |
| 04.09.2015                               | 30.10.2015          | 126 | Parcarea                   | The Parking                 |  |
|                                          |                     |     |                            |                             |  |
| 05.10.2015                               | 27.02.2016          | 127 | Rutina                     | The Routine                 |  |
|                                          |                     |     |                            |                             |  |
| 06.10.2015                               | 27.02.2016          | 128 | Actualizarea               | The Upgrade                 |  |
|                                          |                     |     |                            |                             |  |
| 07.10.2015                               | 27.02.2016          | 129 | Benzi desenate             | The Comic                   |  |
|                                          |                     |     |                            |                             |  |
| 08.10.2015                               | 27.02.2016          | 130 | Romanticul                 | The Romantic                |  |
|                                          |                     |     |                            |                             |  |
| 09.10.2015                               | 02.05.2016          | 131 | Încărcările                | The Uploads                 |  |
|                                          |                     |     |                            |                             |  |
| 07.01.2016                               | 03.05.2016          | 132 | Învățăcelul                | The Apprentice              |  |
|                                          |                     |     |                            |                             |  |
| 14.01.2016                               | 04.05.2016          | 133 | Îmbrățișarea               | The Hug                     |  |
|                                          |                     |     |                            |                             |  |
| 21.01.2016                               | 05.05.2016          | 134 | Cei răi                    | The Wicked                  |  |
|                                          |                     |     |                            |                             |  |
| 28.01.2016                               | 06.05.2016          | 135 | Trădătorul                 | The Traitor                 |  |
|                                          |                     |     |                            |                             |  |
| 15.02.2016                               | 09.05.2016          | 136 | Originile                  | The Origins                 |  |
| 15.02.2016                               | 09.05.2016          | 137 | Originile                  | The Origins                 |  |
|                                          |                     |     |                            |                             |  |
| 30.03.2016                               | 10.05.2016          | 138 | Prietena                   | The Girlfriend              |  |
|                                          |                     |     |                            |                             |  |
| 21.04.2016                               | 29.08.2016          | 139 | Sfatul                     | The Advice                  |  |
|                                          |                     |     |                            |                             |  |
| 28.04.2016                               | 30.08.2016          | 140 | Semnalul                   | The Signal                  |  |
|                                          |                     |     |                            |                             |  |
| 05.05.2016                               | 31.08.2016          | 141 | Parazitul                  | The Parasite                |  |
|                                          |                     |     |                            |                             |  |
| 12.05.2016                               | 01.09.2016          | 142 | Iubirea                    | The Love                    |  |
|                                          |                     |     |                            |                             |  |
| 19.05.2016                               | 02.09.2016          | 143 | Ciudățenia                 | The Awkwardness             |  |
|                                          |                     |     |                            |                             |  |
| 26.05.2016                               | 05.09.2016          | 144 | Cuibul                     | The Nest                    |  |
|                                          |                     |     |                            |                             |  |
| 02.06.2016                               | 06.09.2016          | 145 | Punctele                   | The Points                  |  |
|                                          |                     |     |                            |                             |  |
| 09.06.2016                               | 07.09.2016          | 146 | Autobuzul                  | The Bus                     |  |
|                                          |                     |     |                            |                             |  |
| 16.06.2016                               | 08.09.2016          | 147 | Noaptea                    | The Night                   |  |
|                                          |                     |     |                            |                             |  |
| 23.06.2016                               | 09.09.2016          | 148 | Neînțelegerile             | The Misunderstandings       |  |
|                                          |                     |     |                            |                             |  |
| 15.08.2016                               | 12.09.2016          | 149 | Rădăcinile                 | The Roots                   |  |
|                                          |                     |     |                            |                             |  |
| 16.08.2016                               | 13.09.2016          | 150 | Vina                       | The Blame                   |  |
|                                          |                     |     |                            |                             |  |
| 17.08.2016                               | 25.05.2018          | 151 | Salutul                    | The Slap                    |  |
|                                          |                     |     |                            |                             |  |
| 18.08.2016                               | 14.09.2016          | 152 | Detectivul                 | The Detective               |  |
|                                          |                     |     |                            |                             |  |
| 19.08.2016                               | 15.09.2016          | 153 | Furia                      | The Fury                    |  |
|                                          |                     |     |                            |                             |  |
| 25.08.2016                               | 16.09.2016          | 154 | Compilația                 | The Compilation             |  |
|                                          |                     |     |                            |                             |  |
| 05.09.2016                               | 19.09.2016          | 155 | Scamatoria                 | The Scam                    |  |
|                                          |                     |     |                            |                             |  |
| 27.10.2016                               | 20.09.2016          | 156 | Dezastrul                  | The Disaster                |  |
|                                          |                     |     |                            |                             |  |
| SEZONUL 5                                |                     |     |                            |                             |  |
|                                          |                     |     |                            |                             |  |
| 05.09.2016                               | 17.04.2017          | 157 | Reluarea                   | The Rerun                   |  |
|                                          |                     |     |                            |                             |  |
| 01.09.2016                               | 18.04.2017          | 158 | Poveștile                  | The Stories                 |  |
|                                          |                     |     |                            |                             |  |
| 08.09.2016                               | 19.04.2017          | 159 | Tipul                      | The Guy                     |  |
|                                          |                     |     |                            |                             |  |
| 15.09.2016                               | 20.04.2017          | 160 | Plictiseala                | The Boredom                 |  |
|                                          |                     |     |                            |                             |  |
| 06.10.2016                               | 21.04.2017          | 161 | Viziunea                   | The Vision                  |  |
|                                          |                     |     |                            |                             |  |
| 13.10.2016                               | 24.04.2017          | 162 | Alegerile                  | The Choices                 |  |
|                                          |                     |     |                            |                             |  |
| 20.10.2016                               | 25.04.2017          | 163 | Codul                      | The Code                    |  |
|                                          |                     |     |                            |                             |  |
| 03.11.2016                               | 26.04.2017          | 164 | Testul                     | The Test                    |  |
|                                          |                     |     |                            |                             |  |
| 10.11.2016                               | 27.04.2017          | 165 | Toboganul                  | The Slide                   |  |
|                                          |                     |     |                            |                             |  |
| 17.11.2016                               | 28.04.2017          | 166 | Bucla                      | The Loophole                |  |
|                                          |                     |     |                            |                             |  |
| 06.02.2017                               | 01.05.2017          | 167 | Copiatorii                 | The Copycats                |  |
|                                          |                     |     |                            |                             |  |
| 07.02.2017                               | 02.05.2017          | 168 | Cartoful                   | The Potato                  |  |
|                                          |                     |     |                            |                             |  |
| 08.02.2017                               | 03.05.2017          | 169 | Mare caz                   | The Fuss                    |  |
|                                          |                     |     |                            |                             |  |
| 09.02.2017                               | 04.05.2017          | 170 | Liber                      | The Outside                 |  |
|                                          |                     |     |                            |                             |  |
| 13.02.2017                               | 05.05.2017          | 171 | Vaza                       | The Vase                    |  |
|                                          |                     |     |                            |                             |  |
| 14.02.2017                               | 08.05.2017          | 172 | Pețitorul                  | The Matchmaker              |  |
|                                          |                     |     |                            |                             |  |
| 15.02.2017                               | 09.05.2017          | 173 | Cutia                      | The Box                     |  |
|                                          |                     |     |                            |                             |  |
| 16.02.2017                               | 10.05.2017          | 174 | Consola                    | The Console                 |  |
|                                          |                     |     |                            |                             |  |
| 20.02.2017                               | 11.05.2017          | 175 | Începător la skateboarding | The Ollie                   |  |
|                                          |                     |     |                            |                             |  |
| 21.02.2017                               | 12.05.2017          | 176 | Somnul                     | The Catfish                 |  |
|                                          |                     |     |                            |                             |  |
| 22.02.2017                               | 11.09.2017          | 177 | Ciclul                     | The Cycle                   |  |
|                                          |                     |     |                            |                             |  |
| 23.02.2017                               | 12.09.2017          | 178 | Stelele                    | The Stars                   |  |
|                                          |                     |     |                            |                             |  |
| 27.02.2017                               | 13.09.2017          | 179 | Notele                     | The Grades                  |  |
|                                          |                     |     |                            |                             |  |
| 28.02.2017                               | 14.09.2017          | 180 | Dieta                      | The Diet                    |  |
|                                          |                     |     |                            |                             |  |
| 01.03.2017                               | 15.09.2017          | 181 | Fostul                     | The Ex                      |  |
|                                          |                     |     |                            |                             |  |
| 02.03.2017                               | 20.10.2017          | 182 | Vrăjitorul                 | The Sorcerer                |  |
|                                          |                     |     |                            |                             |  |
| 06.03.2017                               | 20.11.2017          | 183 | Meniul                     | The Menu                    |  |
|                                          |                     |     |                            |                             |  |
| 07.03.2017                               | 21.11.2017          | 184 | Unchiul                    | The Uncle                   |  |
|                                          |                     |     |                            |                             |  |
| 08.03.2017                               | 22.11.2017          | 185 | Ciudata                    | The Weirdo                  |  |
|                                          |                     |     |                            |                             |  |
| 09.03.2017                               | 23.11.2017          | 186 | Jaful                      | The Heist                   |  |
|                                          |                     |     |                            |                             |  |
| 01.09.2017                               | 24.11.2017          | 187 | Cântecul                   | The Singing                 |  |
|                                          |                     |     |                            |                             |  |
| 08.09.2017                               | 04.12.2017          | 188 | Cel mai bun                | The Best                    |  |
|                                          |                     |     |                            |                             |  |
| 15.09.2017                               | 05.12.2017          | 189 | Cel mai rău                | The Worst                   |  |
|                                          |                     |     |                            |                             |  |
| 22.09.2017                               | 06.12.2017          | 190 | Târgul                     | The Deal                    |  |
|                                          |                     |     |                            |                             |  |
| 29.09.2017                               | 07.12.2017          | 191 | Petalele                   | The Petals                  |  |
|                                          |                     |     |                            |                             |  |
| 06.10.2017                               | 08.12.2017          | 192 | Păpușile                   | The Puppets                 |  |
|                                          |                     |     |                            |                             |  |
| 13.10.2017                               | 01.01.2018          | 193 | Pacostea                   | The Nuisance                |  |
|                                          |                     |     |                            |                             |  |
| 20.10.2017                               | 09.01.2018          | 194 | Rândul                     | The Line                    |  |
|                                          |                     |     |                            |                             |  |
| 03.11.2017                               | 09.01.2018          | 195 | Lista                      | The List                    |  |
|                                          |                     |     |                            |                             |  |
| 10.11.2017                               | 19.01.2018          | 196 | Știrile                    | The News                    |  |
|                                          |                     |     |                            |                             |  |
| SEZONUL 6                                |                     |     |                            |                             |  |
|                                          |                     |     |                            |                             |  |
| 05.01.2018                               | 10.09.2018          | 197 | Rivala                     | The Rival                   |  |
|                                          |                     |     |                            |                             |  |
| 05.01.2018                               | 11.09.2018          | 198 | Doamna                     | The Lady                    |  |
|                                          |                     |     |                            |                             |  |
| 12.01.2018                               | 12.09.2018          | 199 | Naivul                     | The Sucker                  |  |
|                                          |                     |     |                            |                             |  |
| 15.01.2018                               | 13.09.2018          | 200 | Râncezeala                 | The Vegging                 |  |
|                                          |                     |     |                            |                             |  |
| 19.01.2018                               | 14.09.2018          | 201 | Alesul                     | The One                     |  |
|                                          |                     |     |                            |                             |  |
| 26.01.2018                               | 17.09.2018          | 202 | Tatăl                      | The Father                  |  |
|                                          |                     |     |                            |                             |  |
| 02.02.2018                               | 18.09.2018          | 203 | Penibilul                  | The Cringe                  |  |
|                                          |                     |     |                            |                             |  |
| 09.02.2018                               | 19.09.2018          | 204 | Arena                      | The Cage                    |  |
|                                          |                     |     |                            |                             |  |
| 16.02.2018                               | 20.09.2018          | 205 | Vecinul                    | The Neighbor                |  |
|                                          |                     |     |                            |                             |  |
| 23.02.2018                               | 21.09.2018          | 206 | Fii tu însuți              | The Anybody                 |  |
|                                          |                     |     |                            |                             |  |
| 02.03.2018                               | 24.09.2018          | 207 | Credința                   | The Faith                   |  |
|                                          |                     |     |                            |                             |  |
| 09.03.2018                               | 25.09.2018          | 208 | Candidatul                 | The Candidate               |  |
|                                          |                     |     |                            |                             |  |
| 09.04.2018                               | 26.09.2018          | 209 | Pactul                     | The Pact                    |  |
|                                          |                     |     |                            |                             |  |
| 20.04.2018                               | 27.09.2018          | 210 | Povești de dragoste        | The Shippening              |  |
|                                          |                     |     |                            |                             |  |
| 18.06.2018                               | 28.09.2018          | 211 | Creierul                   | The Brain                   |  |
|                                          |                     |     |                            |                             |  |
| 18.06.2018                               | 01.10.2018          | 212 | Părinții                   | The Parents                 |  |
|                                          |                     |     |                            |                             |  |
| 18.06.2018                               | 02.10.2018          | 213 | Patronul                   | The Founder                 |  |
|                                          |                     |     |                            |                             |  |
| 18.06.2018                               | 03.10.2018          | 214 | Ucenicia                   | The Schooling               |  |
|                                          |                     |     |                            |                             |  |
| 18.06.2018                               | 04.10.2018          | 215 | Internetul                 | The Intelligence            |  |
|                                          |                     |     |                            |                             |  |
| 16.07.2018                               | 05.10.2018          | 216 | Poțiunea                   | The Potion                  |  |
|                                          |                     |     |                            |                             |  |
| 16.07.2018                               | 01.04.2019          | 217 | Adaptările                 | The Spinoffs                |  |
|                                          |                     |     |                            |                             |  |
| 16.07.2018                               | 02.04.2019          | 218 | Transformarea              | The Transformation          |  |
|                                          |                     |     |                            |                             |  |
| 16.07.2018                               | 03.04.2019          | 219 | Înțelegerea                | The Understanding           |  |
|                                          |                     |     |                            |                             |  |
| 16.07.2018                               | 04.04.2019          | 220 | Anunțul                    | The Ad                      |  |
|                                          |                     |     |                            |                             |  |
| 19.10.2018                               | 05.04.2019          | 221 | Spiritele                  | The Ghouls                  |  |
|                                          |                     |     |                            |                             |  |
| 05.11.2018                               | 08.04.2019          | 222 | Mirosul                    | The Stink                   |  |
|                                          |                     |     |                            |                             |  |
| 06.11.2018                               | 09.04.2019          | 223 | Fotosinteza                | The Awareness               |  |
|                                          |                     |     |                            |                             |  |
| 07.11.2018                               | 10.04.2019          | 224 | Recipisa                   | The Slip                    |  |
|                                          |                     |     |                            |                             |  |
| 08.11.2018                               | 11.04.2019          | 225 | Drama                      | The Drama                   |  |
|                                          |                     |     |                            |                             |  |
| 09.11.2018                               | 12.04.2019          | 226 | Amica                      | The Buddy                   |  |
|                                          |                     |     |                            |                             |  |
| 15.04.2019                               | 15.04.2019          | 227 | A deține                   | The Possession              |  |
|                                          |                     |     |                            |                             |  |
| 22.04.2019                               | 16.04.2019          | 228 | Maestrul                   | The Master                  |  |
|                                          |                     |     |                            |                             |  |
| 29.04.2019                               | 17.04.2019          | 229 | Tăcerea                    | The Silence                 |  |
|                                          |                     |     |                            |                             |  |
| 06.05.2019                               | 18.04.2019          | 230 | Viitorul                   | The Future                  |  |
|                                          |                     |     |                            |                             |  |
| 13.05.2019                               | 19.04.2019          | 231 | Dorința                    | The Wish                    |  |
|                                          |                     |     |                            |                             |  |
| 20.05.2019                               | 17.09.2019          | 232 | Fabrica                    | The Factory                 |  |
|                                          |                     |     |                            |                             |  |
| 27.05.2019                               | 18.09.2019          | 233 | Agentul                    | The Agent                   |  |
|                                          |                     |     |                            |                             |  |
| 28.05.2019                               | 19.09.2019          | 234 | Internetul                 | The Web                     |  |
|                                          |                     |     |                            |                             |  |
| 28.05.2019                               | 20.09.2019          | 235 | Extenuați                  | The Mess                    |  |
|                                          |                     |     |                            |                             |  |
| 29.05.2019                               | 23.09.2019          | 236 | Inima                      | The Heart                   |  |
|                                          |                     |     |                            |                             |  |
| 30.05.2019                               | 24.09.2019          | 237 | Revolta                    | The Revolt                  |  |
|                                          |                     |     |                            |                             |  |
| 31.05.2019                               | 25.09.2019          | 238 | Deciziile                  | The Decisions               |  |
|                                          |                     |     |                            |                             |  |
| 01.06.2019                               | 26.09.2019          | 239 | Cei mai buni prieteni      | The BFFs                    |  |
|                                          |                     |     |                            |                             |  |
| 01.06.2019                               | 27.09.2019          | 240 | Inchiziția                 | The Inquisition             |  |
|                                          |                     |     |                            |                             |  |
| SEZONUL 7 NĂSTRUȘNICA LUME A LUI GUMBALL |                     |     |                            |                             |  |
|                                          |                     |     |                            |                             |  |
| 28.07.2025                               | 06.10.2025          | 241 | Burgerul                   | The Burger                  |  |
|                                          |                     |     |                            |                             |  |
| 2025-2026                                | VFA                 | 242 | Asistenul                  | The Assistant               |  |
|                                          |                     |     |                            |                             |  |
| 2025-2026                                | VFA                 | 243 | Distanța                   | The Distance                |  |
|                                          |                     |     |                            |                             |  |
| 2025-2026                                | VFA                 | 244 | Fundurile                  | The Butts                   |  |
|                                          |                     |     |                            |                             |  |
| 2025-2026                                | VFA                 | 245 | Chestia                    | The Thing                   |  |
|                                          |                     |     |                            |                             |  |
| 2025-2026                                | VFA                 | 246 | Majorta                    | The Cheerleader             |  |
|                                          |                     |     |                            |                             |  |
| 2025-2026                                | VFA                 | 247 | Astrologicul               | The Astrological            |  |
|                                          |                     |     |                            |                             |  |
| 2025-2026                                | VFA                 | 248 | Scrisoarea                 | The Letter                  |  |
|                                          |                     |     |                            |                             |  |
| 2025-2026                                | VFA                 | 249 | Aplicația                  | The App                     |  |
|                                          |                     |     |                            |                             |  |
| 2025-2026                                | VFA                 | 250 | Plictisitorul              | The Boring                  |  |
|                                          |                     |     |                            |                             |  |
| 2025-2026                                | VFA                 | 251 | Portretul                  | The Portrait                |  |
|                                          |                     |     |                            |                             |  |
| 2025-2026                                | VFA                 | 252 | Anularea                   | The Cancellationgation      |  |
|                                          |                     |     |                            |                             |  |
| 2025-2026                                | VFA                 | 253 | Intestinul                 | The Gut                     |  |
|                                          |                     |     |                            |                             |  |
| 2025-2026                                | VFA                 | 254 | Represiunea                | The Repression              |  |
|                                          |                     |     |                            |                             |  |
| 2025-2026                                | VFA                 | 255 | Vulturii                   | The Eagles                  |  |
|                                          |                     |     |                            |                             |  |
| 2025-2026                                | VFA                 | 256 | Trompeta                   | The Trumpet                 |  |
|                                          |                     |     |                            |                             |  |
| 2025-2026                                | VFA                 | 257 | Speedrunul                 | The Speedrun                |  |
|                                          |                     |     |                            |                             |  |
| 2025-2026                                | VFA                 | 258 | Gurmandul                  | The Gourmet                 |  |
|                                          |                     |     |                            |                             |  |
| 2025-2026                                | VFA                 | 259 | Cățărarea                  | The Climb                   |  |
|                                          |                     |     |                            |                             |  |
| 2025-2026                                | VFA                 | 260 | Profesorul                 | The Teacher                 |  |
|                                          |                     |     |                            |                             |  |
| 2025-2026                                | VFA                 | 261 | Invocarea                  | The Summoning               |  |
|                                          |                     |     |                            |                             |  |
| 2025-2026                                | VFA                 | 262 | Supraviețiutorul           | The Survivalists            |  |
|                                          |                     |     |                            |                             |  |
| 2025-2026                                | VFA                 | 263 | Tema                       | The Homework                |  |
|                                          |                     |     |                            |                             |  |
| 2025-2026                                | VFA                 | 264 | Scuterul                   | The Scooter                 |  |
|                                          |                     |     |                            |                             |  |
| 2025-2026                                | VFA                 | 265 | Propunerea                 | The Proposal                |  |
|                                          |                     |     |                            |                             |  |
| 2025-2026                                | VFA                 | 266 | Depresia                   | The depresion               |  |
|                                          |                     |     |                            |                             |  |
| 2025-2026                                | VFA                 | 267 |                            | VFA                         |  |
|                                          |                     |     |                            |                             |  |
| 2025-2026                                | VFA                 | 268 |                            | VFA                         |  |
|                                          |                     |     |                            |                             |  |
| 2025-2026                                | VFA                 | 269 |                            | VFA                         |  |
|                                          |                     |     |                            |                             |  |
| 2025-2026                                | VFA                 | 270 |                            | VFA                         |  |
|                                          |                     |     |                            |                             |  |
| 2025-2026                                | VFA                 | 271 |                            | VFA                         |  |
|                                          |                     |     |                            |                             |  |
| 2025-2026                                | VFA                 | 272 |                            | VFA                         |  |
|                                          |                     |     |                            |                             |  |
| 2025-2026                                | VFA                 | 273 |                            | VFA                         |  |
|                                          |                     |     |                            |                             |  |
| 2025-2026                                | VFA                 | 274 |                            | VFA                         |  |
|                                          |                     |     |                            |                             |  |
| 2025-2026                                | VFA                 | 275 |                            | VFA                         |  |
|                                          |                     |     |                            |                             |  |
| 2025-2026                                | VFA                 | 276 |                            | VFA                         |  |
|                                          |                     |     |                            |                             |  |
| 2025-2026                                | VFA                 | 277 |                            | VFA                         |  |
|                                          |                     |     |                            |                             |  |
| 2025-2026                                | VFA                 | 278 |                            | VFA                         |  |
|                                          |                     |     |                            |                             |  |
| 2025-2026                                | VFA                 | 279 |                            | VFA                         |  |
|                                          |                     |     |                            |                             |  |
| 2025-2026                                | VFA                 | 280 |                            | VFA                         |  |
|                                          |                     |     |                            |                             |  |
| ALBUMUL ȘCOLAR A LUI DARWIN              |                     |     |                            |                             |  |
|                                          |                     |     |                            |                             |  |
| 14.12.2019                               | 18.01.2020          | 01  | Banana Joe                 | Banana Joe                  |  |
|                                          |                     |     |                            |                             |  |
| 14.12.2019                               | 25.01.2020          | 02  | Clayton                    | Clayton                     |  |
|                                          |                     |     |                            |                             |  |
| 21.12.2019                               | 01.02.2020          | 03  | Carrie                     | Carrie                      |  |
|                                          |                     |     |                            |                             |  |
| 21.12.2019                               | 08.02.2020          | 04  | Alan                       | Alan                        |  |
|                                          |                     |     |                            |                             |  |
| 28.12.2019                               | 15.02.2020          | 05  | Sarah                      | Sarah                       |  |
|                                          |                     |     |                            |                             |  |
| 28.12.2019                               | 25.02.2020          | 06  | Profesorii                 | Teachers                    |  |
|                                          |                     |     |                            |                             |  |
| CRONICILE GUMBALL                        |                     |     |                            |                             |  |
|                                          |                     |     |                            |                             |  |
| 05.10.2020                               | 03.03.2021          | 01  | Blestemul din Elmore       | The Curse of Elmore         |  |
|                                          |                     |     |                            |                             |  |
| 02.11.2020                               | 04.03.2021          | 02  | Votați Gumball și Penny    | Vote Gumball... and Penny?  |  |
|                                          |                     |     |                            |                             |  |
| 02.11.2020                               | 05.03.2021          | 03  | Votați Gumball și Leslie   | Vote Gumball... and Leslie? |  |
|                                          |                     |     |                            |                             |  |
| 02.11.2020                               | 06.03.2021          | 04  | Votați Gumball și Bobert   | Vote Gumball... and Bobert? |  |
|                                          |                     |     |                            |                             |  |
| 02.11.2020                               | 07.03.2021          | 05  | Votați Gumball și oricine  | Vote Gumball... and Anyone? |  |
|                                          |                     |     |                            |                             |  |
| 21.11.2020                               | 08.03.2021          | 06  | Actul strămoșilor          | Ancestor Act                |  |
|                                          |                     |     |                            |                             |  |
| 08.05.2021                               | 01.03.2021          | 07  | Ziua mamei                 | Mother's Day                |  |
|                                          |                     |     |                            |                             |  |
| 20.06.2021                               | 02.03.2021          | 08  | Cel mai căutat din Elmore  | Elmore's Most Wanted        |  |
|                                          |                     |     |                            |                             |  |

### Scurtmetraje
| N/o                       | Titlu în engleză | Titlu în română         | Premiera originală | Premiera în România |
| ------------------------- | ---------------- | ----------------------- | ------------------ | ------------------- |
|                           |                  |                         |                    |                     |
| În așteptarea lui Gumball |                  |                         |                    |                     |
|                           |                  |                         |                    |                     |
| 1                         | Weird Food       | Mâncarea ciudată        | 08.10.2017         | 18.10.2017          |
| 2                         | Pineapple        | Ananas                  | 08.10.2017         | 19.10.2017          |
| 3                         | Infinite Loop    | Bucla infinită          | 08.10.2017         | 20.10.2017          |
| 4                         | BirdPlaneBird    | BirdPlaneBird           | 08.10.2017         | 23.10.2017          |
| 5                         | Insulting Voices | Voci jalnice            | 08.10.2017         | 24.10.2017          |
| 6                         | Beards           | Bărbile                 | 08.10.2017         | 25.10.2017          |
| 7                         | Gnomes           | Piticii                 | 08.10.2017         | 26.10.2017          |
| 8                         | Cool to be Felt  | E mișto să fii de pâslă | 08.10.2017         | 27.10.2017          |
| 9                         | Cleaning Up      | TBA                     | 08.10.2017         | TBA                 |
| 10                        | Spoons           | TBA                     | 08.10.2017         | TBA                 |
| 11                        | Bored            | TBA                     | 08.10.2017         | TBA                 |
| 12                        | Telly            | TBA                     | 08.10.2017         | TBA                 |
| 13                        | Grump            | TBA                     | 08.10.2017         | TBA                 |